# Fernand Labrie
Fernand Labrie (* 28. Juni 1937 in Québec; † 17. Januar 2019) war ein kanadischer Mediziner, bekannt für Untersuchungen zu Prostatakrebs und in der Endokrinologie.
Labrie machte 1957 seinen Bachelor-Abschluss am Séminaire de Québec und erhielt 1962 seinen medizinischen Doktorgrad und 1966 seinen Ph. D. an der Universität Laval. Danach war er Post-Doktorand in Cambridge (bei Asher Korner und Frederick Sanger) und der University of Sussex. Gleichzeitig war er ab 1966 Assistant Professor, ab 1969 Associate Professor und ab 1974 Professor an der Universität Laval. 1969 wurde er Leiter des von ihm gegründeten Labors für molekulare Endokrinologie und 1990 bis 2002 stand er der Abteilung Anatomie und Physiologie der Universität vor. Seit 1982 war er Forschungsdirektor am Medical Center der Laval-Universität (CHUL). 1973 gründete er die Forschungsgruppe molekulare Endokrinologie des Medical Research Council of Canada.
Labrie veröffentlichte über 1200 Forschungsaufsätze als Autor und Ko-Autor. Er initiierte die Behandlung des Prostatakarzinoms mit Gonadoliberin (GnRH)- Agonisten (GnRH wird auch LHRH abgekürzt). Damit wurden neue Behandlungsmöglichkeiten eröffnet (schonender als die vorher häufig praktizierte Kastration oder hohe Gabe von Östrogenen). Er verbesserte die Behandlung von Prostatakrebs weiter dadurch, dass zusätzlich zur chemischen Kastration durch GnRH-Analoga die Androgen-Bildung in der Prostata blockiert wird (Gabe von Antiandrogenen in Kombinierter Androgen-Blockade). Anfang der 1980er Jahre führte er eine umfangreiche Screening-Studie durch, in der gezeigt wurde, dass seine Therapie gute Therapieaussichten bei frühzeitiger Erkennung lokalisierter Prostatakarzinome hatte.
Labrie erforschte auch die Umwandlungsschritte des Vorläufer-Hormons der menschlichen Sexualhormone DHEA im Körper, die nach Erkenntnissen von Labrie zu einem großen Teil in peripheren Geweben statt in den speziellen Hormondrüsen stattfindet (ein Forschungsfeld, das er Intrakrinologie nannte).
Auf dem Gebiet der Antiestrogene zum Beispiel in der Brustkrebstherapie entwickelte er mit seiner Gruppe Acolbifene.
1981 wurde er Offizier des Order of Canada und 1991 Offizier des National Order of Quebec. Er war Fellow der Royal Society of Canada. Er war Ehrendoktor in Athen und Caen. Er erhielt den Isaak Walton – Killam Preis und 2006 den Armand Frappier Award von Quebec. 2007 erhielt er den König-Faisal-Preis für Medizin.